# 6767 Shirvindt
6767 Shirvindt (1983 AA3) là một tiểu hành tinh vành đai chính được phát hiện ngày 6 tháng 1 năm 1983 bởi L. G. Karachkina ở Nauchnyj.